# Lars Molin
Lars-Erik Molin (* 7. května 1956, Örnsköldsvik) je bývalý švédský lední hokejista, útočník. Se švédskou reprezentací vyhrál mistrovství světa v roce 1987. Krom toho má stříbro ze světového šampionátu v roce 1981. Bronzovou medaili si přivezl i z olympijských her v Lake Placid 1980 a z her v Calgary konaných roku 1988. Zúčastnil se i Kanadského poháru 1981 a MS 1985 (6. místo). Švédskou nejvyšší soutěž hrál za Modo AIK. Stal se s ním mistrem Švédska v sezóně 1978/79. Tři sezóny strávil i v NHL, v dresu Vancouver Canucks. V základní části NHL nastoupil ke 172 zápasům, zaznamenal v nich 98 kanadských bodů a dal 33 branek. V play-off pak přidal dalších 19 utkání, 11 bodů a 2 góly. Po skončení hráčské kariéry se stal trenérem, vedl švédské kluby Kiruna IF, Tegs SK a Bodens HF.